# Natalie La Rose
Natalie La Rose (Amsterdam, 11 luglio 1988) è una cantante olandese, nota per aver raggiunto il successo commerciale all'inizio del 2015 con la hit Somebody, la sua prima top ten nella Hot 100 di Billboard.

## Biografia
Nata l'11 luglio 1988 ad Amsterdam, nei Paesi Bassi da genitori surinamesi è anche di origini irlandesi , Natalie La Rose si è diplomata nel 2008 alla Lucia Marthas Dance Academy nella sua città natale, dove ha studiato canto e ballo. Natalie annovera fra gli artisti che hanno influenzato il suo stile Beyoncé, Janet Jackson, Mariah Carey, Michael Jackson, Musiq Soulchild, Stevie Wonder e Whitney Houston.
All'età di 20 anni, Natalie si è trasferita a Los Angeles per intraprendere la carriera di cantante e ballerina. Nel 2010 ha ricevuto un contratto con la Blackground Records, parte della Interscope, insieme a Sigourney Korper, con il quale ha formato il duo Amsterdam. Tuttavia, nessun progetto è andato in porto, e il duo si è sciolto. L'anno seguente, mentre si trovava all'after party degli ESPY Award, ha incontrato il rapper Flo Rida, che l'ha invitata a lavorare con lui. Per i due anni successivi Natalie ha cantato con il rapper nelle sue tournée, finché nel 2013 non ha firmato un contratto con le etichette International Music Group e Republic Records. Il 6 gennaio 2015 è uscito il suo singolo di debutto, Somebody, in collaborazione con Jeremih, il quale riscuote un ottimo successo a livello mondiale, raggiungendo il decimo posto negli Stati Uniti.
Il 24 aprile 2015 è stato annunciato che La Rose avrebbe affiancato Debby Ryan e Bea Miller nell'apertura dei concerti delle Fifth Harmony durante il loro The Reflection Tour. Il 2 giugno è stato pubblicato il secondo singolo Around the World, in collaborazione con il rapper Fetty Wap e prodotto da Max Martin. Il video è uscito il 24 luglio sul canale VEVO della cantante. Il 22 gennaio 2016 è uscito il singolo The Right Song in collaborazione con i DJ Tiësto e Oliver Heldens.
Nel 2022, dopo sei anni di inattività, La Rose ha pubblicato il singolo Tables via Global Sound Entarteinemnt.

## Discografia

### Album in studio
- 2024 – 2 Sides of a Rose

### Singoli

#### Come artista principale
- 2015 – Somebody (feat. Jeremih)
- 2015 – Around the World (feat. Fetty Wap)
- 2022 – Tables
- 2023 – Can't Get You Out of My Bed (con POPE)
- 2023 – Mood
- 2023 – The Way
- 2023 – Boys Lie
- 2024 – Give It All to Me
- 2024 – Quite like Me
- 2024 – New Moon (con Kaya)

#### Come artista ospite
- 2015 – Gypsy Woman (Caroline D'Amore feat. Natalie La Rose)
- 2015 – Worse Things than Love (Timeflies feat. Natalie La Rose)
- 2016 – The Right Song (Tiësto e Oliver Heldens feat. Natalie La Rose)

## Riconoscimenti
- European Border Breakers Awards
  - 2017 – Vinto (olandese)

- MTV Europe Music Awards
  - 2015 – Candidatura al miglior artista MTV Push
  - 2015 – Canditatura al miglior artista olandese